# HD 177809
HD 177809 är en ensam stjärna belägen i den södra delen av stjärnbilden Lyran. Den har en skenbar magnitud av ca 6,10 och är mycket svagt synlig för blotta ögat där ljusföroreningar ej förekommer. Baserat på parallaxmätning inom Hipparcosuppdraget på ca 4,4 mas, beräknas den befinna sig på ett avstånd på ca 700 ljusår (ca 230 parsek) från solen. Den rör sig närmare solen med en heliocentrisk radialhastighet på ca -16 km/s.

## Egenskaper
HD 177809 är en röd jättestjärna av spektralklass M2 III, Den har en radie som är ca 25 solradier och har ca 443 gånger solens  utstrålning av energi från dess fotosfär vid en effektiv temperatur som är <3 500 K.